# Kenji Grillon
Pour les articles homonymes, voir Grillon.
Kenji Grillon, né le 28 octobre 1989 à Bondy, est un karatéka français.

## Carrière
Il a commencé le karaté à l'âge de 7 ans à l'Athletic club de Bobigny. Après 10 ans au sein de l'ADBK Garges, il rejoint l'AAS Karaté Sarcelles qui est alors, 1er club de France et 3ème club mondial.
Il commence sa carrière internationale dans les catégories de jeunes en 2006 en devenant membre de l'équipe de France et en remportant, cette même année, le titre de champion d'Europe cadets. L'année suivante, il confirme son statut en conservant son titre de champion d'Europe cadets mais frappe plus fort en remportant ses premiers Championnats du monde dans la même catégorie d'âge.
En 2009, il intègre le groupe sénior de l'équipe de France. Il remporte la médaille de bronze par équipe aux Championnats d'Europe 2009, avant d'obtenir quelques mois plus tard la médaille d'or aux Jeux méditerranéens.
Il continue son ascension en étant sacré double champion du monde senior de kumite en moins de 84 kg et par équipe en 2012. Il est aussi médaillé d'or aux Jeux mondiaux des sports de combat 2013.
Aux Championnats d'Europe de karaté, il remporte le titre de kumite en moins de 84 kg  et par équipe en 2013.
Après une blessure grave, une rupture totale des ligaments croisés antérieurs du genoux en 2014, il réussit à revenir sur les tatamis en remportant dès l'année suivante une médaille de bronze aux Championnats d'Europe de karaté 2015 en moins de 84 kg et une médaille d'argent par équipe lors de ce même évènement. Il obtient la médaille d'or par équipes aux Championnats d'Europe de karaté 2016 et une médaille d'argent par équipes aux Championnats d'Europe de karaté 2017.
Il obtient une médaille de bronze en kumite individuel en moins de 84 kg et une médaille de bronze en kumite par équipes aux Championnats du monde de karaté 2016. Il remporte deux médailles de bronze, en kumite des moins de 84 kg, à la Premier League de Paris en 2018 et à la Premier League de Salzburg en 2020.